# Thomas Freudenstein
Thomas Freudenstein, genannt „Tommy“, (* 28. April 1962 in Gudensberg) ist ein ehemaliger Fußballspieler und -trainer.
Thomas Freudenstein ist der Sohn eines Landwirts im Gudensberger Ortsteil Maden. Er begann seine Karriere als Jugendspieler beim TSV Maden und wechselte als Jugendlicher in die Nachwuchsmannschaft des KSV Hessen Kassel. Freudenstein absolvierte ebenfalls eine landwirtschaftliche Lehre und besuchte anschließend die Fachschule für Agrarwirtschaft in Fritzlar, die er im Sommer 1984, also bereits als Spieler in der zweiten Bundesliga, als Betriebswirt, Fachrichtung Agrarwirtschaft verließ.

## Karriere
Den ersten Durchbruch schaffte der offensive Mittelfeldspieler und Stürmer bei einem Freundschaftsspiel des KSV Hessen gegen Borussia Mönchengladbach 1981 im Kasseler Auestadion, bei dem er den Ausgleich zum 1:1 schoss. Von 1983 bis 1987 war er Vertragsspieler beim KSV Hessen Kassel in der 2. Fußball-Bundesliga und avancierte zum Publikumsliebling. In dieser Zeit bestritt er 109 Zweitligaspiele und erzielte 15 Tore. Danach wechselte er zu Hertha BSC nach Berlin, spielte dort zunächst in der Oberliga und in der Saison 1988/89 in der 2. Bundesliga, wo er 23-mal eingesetzt wurde und ein Tor erzielte. In der Saison 1989/90 kehrte er nach Kassel zurück, spielte noch 16 mal für den KSV Hessen in der 2. Bundesliga und schoss dabei ein Tor.
Anschließend setzte er seine Laufbahn bis 1997 beim FSV Kassel fort. Im Jahr des Neuanfangs 1998, als der KSV Hessen Kassel in der seinerzeit achtklassigen Kreisliga A den Spielbetrieb aufnahm, wurde er als Routinier reaktiviert und stieg mit dem Verein bis 2001 noch zweimal bis in die Bezirksoberliga auf, ehe er seine aktive Laufbahn endgültig beendete.
Vom 26. September 2002 bis zum 19. Februar 2004 war er als Trainer des KSV Hessen Kassel in der seinerzeit viertklassigen Oberliga Hessen tätig. Thomas Freudenstein betreibt heute ein Reisebüro.